# Warwick Castle (Schiff)
Die Warwick Castle (I) war ein 1931 in Dienst gestelltes Passagier- und Frachtschiff, das von der britischen Reederei Union-Castle Line im Passagier- und Postverkehr zwischen Großbritannien und Südafrika eingesetzt wurde. Sie und ihr Schwesterschiff Winchester Castle waren die bis dahin größten Schiffe der Reederei. Die Warwick Castle wurde 1942 vor der Küste Portugals von einem deutschen U-Boot versenkt, wodurch 114 Menschen ums Leben kamen.

## Das Schiff
Das 20.107 BRT große Motorschiff Warwick Castle entstand auf der Werft Harland & Wolff im nordirischen Belfast und lief dort am 29. April 1930 vom Stapel. Das 198,6 Meter lange und 23,3 Meter breite Schiff hatte einen maximalen Tiefgang von 11,4 Metern und war mit zwei Propellern, zwei Masten und zwei Schornsteinen ausgestattet. Ihr Schwesterschiff war die RMMV Winchester Castle (20.109 BRT), die bereits am 19. November 1929 ebenfalls bei Harland & Wolff vom Stapel gelaufen war. Beide Schiffe wurden mit Dieselmotoren angetrieben, die 3370 PS leisten konnten. Die Höchstgeschwindigkeit lag bei 20 Knoten. An Bord war Platz für 189 Passagiere in der Ersten Klasse und 389 Passagiere in der Touristenklasse. Am 30. Januar 1931 lief die Warwick Castle zu ihrer Jungfernfahrt aus.
Die Warwick Castle war nach ihrem Schwesterschiff Winchester Castle und der 1926 in Dienst gestellten Carnarvon Castle (20.063 BRT) erst das dritte Motorschiff der Union-Castle Line auf der Route Southampton–Südafrika und das dritte Schiff der Reederei, das die 20.000 BRT-Marke knackte.
Im Juli 1935 nahm das Schiff an der traditionellen Fleet Review in Spithead teil. 1937 wurde das Schiff mit neuen Maschinen versehen und 1938 wurde einer der beiden Schornsteine entfernt. Im September 1939 wurde das Schiff von der britischen Admiralität eingefordert und in einen Truppentransporter umgerüstet.

## Versenkung
Am 10. November 1942 brachte die Warwick Castle als Teil des Konvois KMF-1 Soldaten in Gibraltar für die Operation Torch an Land, die zwei Tage zuvor begonnen hatte. Am darauf folgenden Tag, dem 11. November, legte sie unter dem Kommando von Kapitän Henry Richard Leepman-Shaw wieder in Gibraltar nach Glasgow ab. Sie fuhr im Konvoi MFK-1X. An Bord waren 295 Besatzungsmitglieder und 133 Soldaten, insgesamt 428 Personen.
Am Sonnabend, dem 14. November 1942 um 08.44 Uhr wurde die Warwick Castle etwa 200 Seemeilen nordöstlich von Cabo Espichel an der portugiesischen Atlantikküste von einem Torpedo getroffen. Das deutsche U-Boot U 413 unter dem Kommando von Kapitänleutnant Gustav Poel hatte zwei Torpedos auf das Schiff abgeschossen, von denen einer danebenging. Um 08.57 Uhr gab U 413 einen Fangschuss ab. 85 Minuten später ging das getroffene Schiff unter.
Kapitän Leepman-Shaw, 59 Besatzungsmitglieder und 54 Soldaten kamen ums Leben (114 Personen). Die 314 Überlebenden wurden von den Zerstörern Achates (LtCdr Arthur H. T. Johns) und Vansittart (LtCdr Thomas Johnston), der Korvette Louisburg (LtCdr William Franklin Campbell) und dem Motorschiff Leinster aufgenommen und nach Greenock gebracht. Die Warwick Castle war das größte von U 413 versenkte Schiff.